# Péter Tóth
Péter Tóth (født 12. juli 1882 i Budapest, død 28. februar 1967 smst.) var en ungarsk fægter, som deltog i flere olympiske lege i begyndelsen af 1900-tallet.

## Fægtekarriere
Tóth var fægter fra MAC i Budapest, og han konkurrerede især i fleuret og sabel. Han deltog første gang i de olympiske lege ved mellemlegene i 1906 i Athen, hvor han stilled op i såvel fleuret, kårde og sabel (normalt og en variant med tre stød) individuelt samt som del af det ungarske hold i sabel. I fleuret, kårde og almindelig sabel gik han ikke videre efter første runde, men i trestødssabel vandt han sin indledende pulje og gik i finalen, hvor han endte som nummer tre. I sabelholdkonkurrencen var han med til at blive nummer fire med Ungarn.
Derpå deltog han i OL 1908 i London, hvor stillede op i de tre discipliner individuelt samt i sabelholdkonkurrencen. Fleuret var ikke en officiel konkurrence ved legene, og ingen placeringer her er kendt. I kårde gik han ikke videre fra første runde, mens han i den individuelle sabelkonkurrence blev nummer fem. I sabelholdkonkurrencen, hvor Ungarns hold ud over Tóth bestod af Jenő Fuchs, Oszkár Gerde, Lajos Werkner og Dezső Földes, vandt holdet først 9-0 over Tyskland, derpå 11-5 over Italien i semifinalen, mens det i finalen blev 9-7 over Bøhmen og dermed guldmedalje.
Fire år senere ved OL 1912 i Stockholm stillede han op individuelt i fleuret og sabel samt sabel for hold. I fleuret nåede han semifinalen, og i den individuelle sabelkonkurrence blev han nummer seks. I holdkonkurrencen stillede ungarerne med guldholdet fra 1908 suppleret med László Berti, Ervin Mészáros og Zoltán Schenker, og efter at have vundet deres indledende pulje gjorde de rent bord i finalepuljen og genvandt dermed guldet, mens Østrig fik sølv og Nederland bronze.
I 1913 var Tóth med til at grundlægge det internationale fægteforbund. Han deltog en sidste gang i OL i 1928 i Amsterdam, hvor han var en del af det ungarske fleurethold, der blev delt nummer fem.
Han vandt flere ungarske mesterskaber; det første kom i 1907, det sidste i 1934. Han var også med på Ungarns hold, der vandt VM-sølv i fleuret i 1931.

## Øvrige karriere
Tóth var officer i militæret, men efter afslutningen af anden verdenskrig kunne han kun få ufaglært arbejde. Han fik dog udgivet flere artikler i forskellige ungarske sportstidsskrifter.
Han døde i en trafikulykke.